# Nooksack
Nooksack – miasto w Stanach Zjednoczonych, w stanie Waszyngton, w hrabstwie Whatcom.